# Robert Dussaut

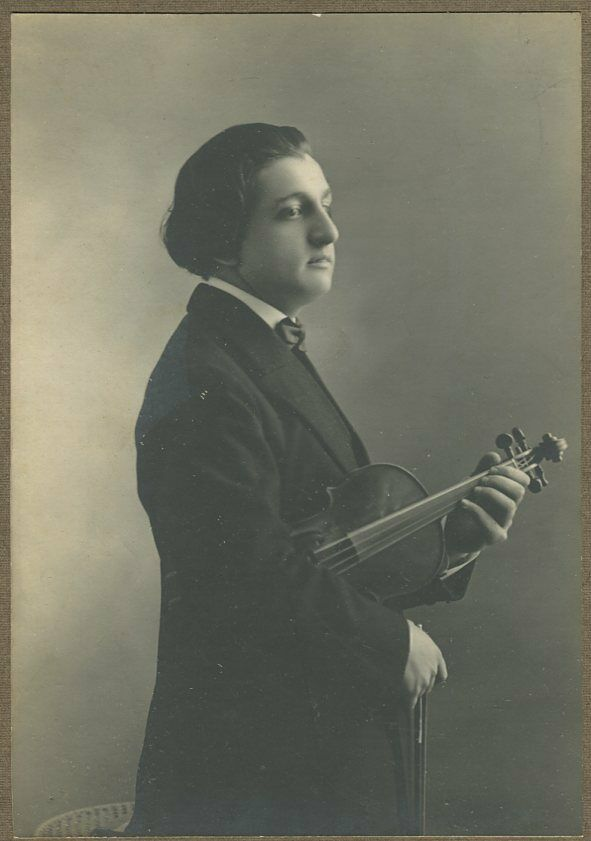
Robert Dussaut, 1914

Robert Dussaut (* 19. September 1896 in Paris; † 23. Oktober 1969 ebenda) war ein französischer Komponist und Musiktheoretiker.
Dussaut studierte am Pariser Konservatorium und gewann 1924 den 1. Hauptpreis des Prix de Rome mit der Kantate Les Amants de Vérone. Nach dem mit dem Preis verbundenen Aufenthalt in der Villa Medici in Rom widmete er sich der Lehrtätigkeit. Ab 1936 leitete er am Conservatoire de Paris eine Klasse für Solfège.
Dussaut komponierte Bühnenwerke, Orchester-, Kammer- und Chormusik. Außerdem verfasste er mehrere musiktheoretische Schriften. Er war mit der Komponistin Hélène Covatti verheiratet. Ihre Tochter Thérèse Dussaut wurde als Pianistin bekannt.

## Werke
- La Fontaine de Pristina, Oper
- Altanina, Oper nach einem Stück von Jacques Audiberti, UA 1969
- Manette Lescaut, komische Oper nach Michel Carré
- La conversion de Némania, Oper nach einem eigenen Libretto
- L’ultime traversée, Versdrama mit Musik
- Symphonie n° 1 für Streichinstrumente
- Symphonie n° 2 („Symphonie chorégraphique“) für großes Orchester
- Quod advenit, Ballett
- Rapsodie serbe für großes Orchester und Chor ad libitum
- Psaume slave für Chor und Orchester
- Ardor für Orchester
- Contemplation für Orchester
- Streichquartett
- Klavierquintett
- Suite brève für Violine und Klavier

## Schriften
- Proposition de quelques réformes en théorie acoustico-musicale
- Clartés sur les bases scientifiques de la musique

| Personendaten    | Personendaten                                |
| ---------------- | -------------------------------------------- |
| NAME             | Dussaut, Robert                              |
| KURZBESCHREIBUNG | französischer Komponist und Musiktheoretiker |
| GEBURTSDATUM     | 19. September 1896                           |
| GEBURTSORT       | Paris                                        |
| STERBEDATUM      | 23. Oktober 1969                             |
| STERBEORT        | Paris                                        |